# Sanâa (musique)
Sous-genres

Nouba
Inqilab
Qadriya
Genres dérivés

Chaâbi
Aroubi
Hawzi
Medh (Rahawi)
Genres associés

École de Tlemcen (Sanâa de Tlemcen, Gharnata ou Gharnati)
École de Constantine (malouf)
La sanâa ou çanâa ou bien sanâa d'Alger (arabe : الصّنعة, əṣ-ṣanʿa -œuvre élaborée-) ou simplement l'Andalou, désigne le répertoire de musique savante arabo-andalouse algérienne (classique) de l'école d'Alger et dont la tradition rattache à la ville de Cordoue en Espagne musulmane.

## Origine et signification

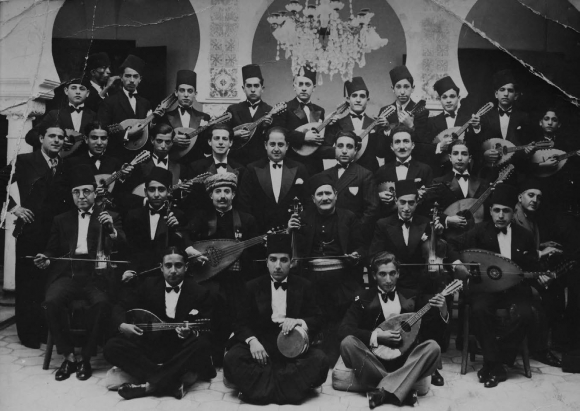
L’orchestre de la Moutribia dans les années 1930

Sanâa signifie « maîtrise musicale ». C'est le nom spécifique attribué en Algérie, à la Nouba de l'école d'Alger, à côté du gharnati de l'école de Tlemcen et du malouf de l'école de Constantine. Toutefois, selon Taoufik Bestandji, « école » est un terme impropre et flou, il n'y a pas de différences structurelles entre les spécificités de ces « Écoles ».
Par ailleurs, le terme sanâa désignant le répertoire algérois a été introduit assez tardivement et il demeure peu utilisé par les musiciens. Le mot sanâa est également utilisé par les autres écoles. La désignation de nouba l'emporte aussi dans les textes anciens. Le terme est signalé dès 1863 par Alexandre Christianowitsch à Alger. Mais au XXe siècle, le terme est supplanté par celui de sanâa, qui s'impose à Alger.
Le terme évoque également la relation entre l'artisinat et la musique, car les acteurs qui ont incarné cette musique se recrutaient dans la production marchande de la médina notamment à Tlemcen. Les deux domaines partagent une terminologie commune. La sanâa est à la fois le terme pour désigner l'ouvrage et l'opéra constitutif de l'œuvre musicale. Les maîtres sont, dans les deux cas, des çnay'i (« maîtres d'œuvre »).
La tradition rattache cette école à la ville de Cordoue en Espagne musulmane, elle englobe Alger, et ses environs, notamment les villes de Koléa, Blida et Cherchell, et les villes de Mostaganem, de Miliana, Médéa et de Béjaia. La sanâa d'Alger a beaucoup de similitudes avec le gharnati de Tlemcen, ce n'est qu'avec la création de l'orchestre classique arabo-andalou de Radio d'Alger en 1946 qu'a eu véritablement la dissociation entre les deux écoles.

## Histoire

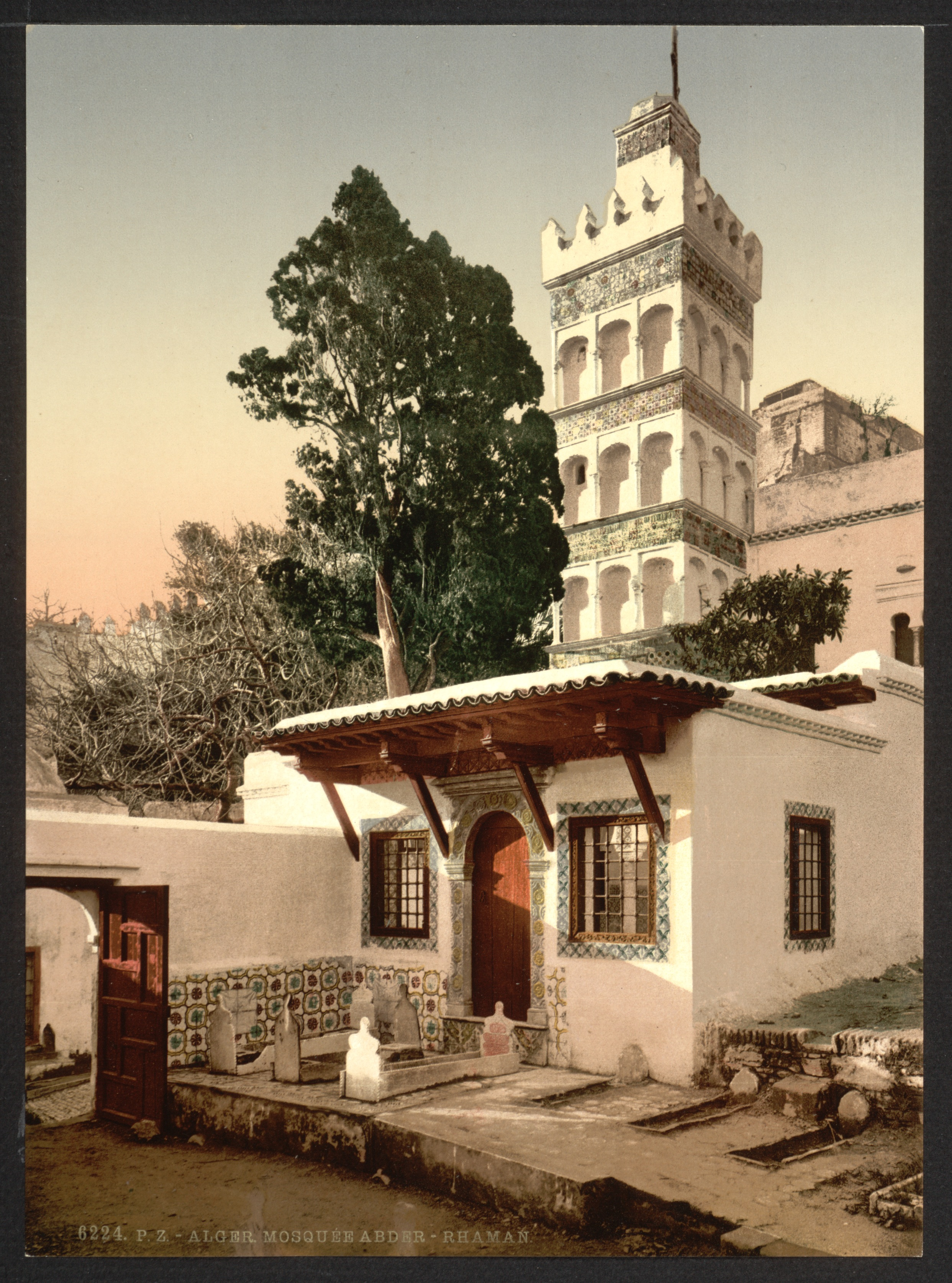
La mosquée Sidi Abderrahmane à Alger.

Au XVIIe siècle, devant les dangers de voir s'étioler et disparaître la transmission du répertoire musical arabo-andalou, les muftis hanafites d'Alger avaient décidé d'adapter des airs de noubas aux textes religieux qu'ils psalmodiaient dans les mosquées. Les chanteurs interprétaient des textes strictement religieux, cette innovation née à Alger, est adoptée à Blida, puis Médéa et Miliana.
Des chanteurs interprétaient des textes strictement religieux comme Soubhan allahi wa bi hamdihi soubhan allahi la dhi. C'est surtout la mosquée Sidi Abderrahmane qui était le lieu privilégié d'interprétation de cette innovation. Les moudjouidin (lecteurs du Coran) deviennent des qassadin en raison d'un répertoire de qasida fixé et imposé par ces muftis.
Le plus connu des maîtres, après la chute de la régence d'Alger, est Cheikh Mnemèche (mort à la fin du XIXe siècle). Il jouait la kuitra et était le grand maître détenteur de tout le répertoire classique à Alger. Il était accompagné au rabâb par Maalem Ben Farachou, qui était avec Cheikh Menemeche celui qui pratiquait le mieux l'art andalou. Il a eu pour élève Cheikh Sfindja. La musique avait un rôle essentiel pour la conservation de la culture citadine. Symbole de résistance culturelle algérienne, cette musique ponctuait tous les événements de leur vie profane comme religieuse. Les grands maîtres se produisaient également dans les cafés.
Trois personnages, par leur rencontre ont participé à une entreprise de sauvegarde de cette musique et par leur collaboration non seulement permettre à cette musique de mieux se conserver, mais d'être connue, par la suite, internationalement. Cheikh Mohammmed Sfindja, héritier d'une tradition orale reçue de Cheikh Menemeche, finit par admettre, après maintes discussions avec Edmond Nathan Yafil et Jules Rouanet, la nécessité de transcrire cette musique. Edmond Yafîl, en tant que bilingue servit non seulement d'interprète, mais aussi de collaborateur entre les deux autres.

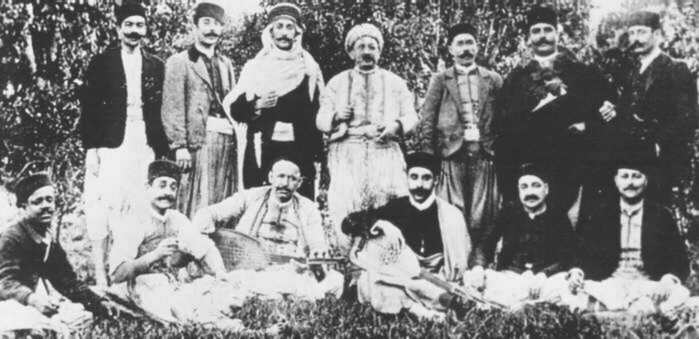
Orchestre du cheikh Sfindja vers 1900.

De 1899 à 1902 ils auraient tous trois transcrit 76 airs et Rouanet a pu terminer son chapitre concernant la musique arabe dans l'Encyclopédie de la Musique, en 1903. Après la mort de Sfindja en 1908, Yafil continua seul le travail de transcription, tout en s'entourant de Cheikh Laho Seror et Cheikh Saïdi, car ce travail nécessitait une connaissance approfondie du solfège qu'aucun des autres cheikhs ne possédaient.
Du chant classique découlait le genre medh qui, à base de poésie populaire, séduit un grand public car plus accessible. Bien qu'à l'origine chant religieux, celui-ci se transforme au profane en raison de la nécessité d'adapter les airs divins du classique dans un langage plus populaire. Le aroubi dérive de la sanâa (d'Alger et de Tlemcen) et utilise les mêmes modes musicaux (tubu') et rythmes mawazin. Le chaâbi dérive du medh et utilise pour ses compositions les mêmes modes musicaux de la nouba algéroise.

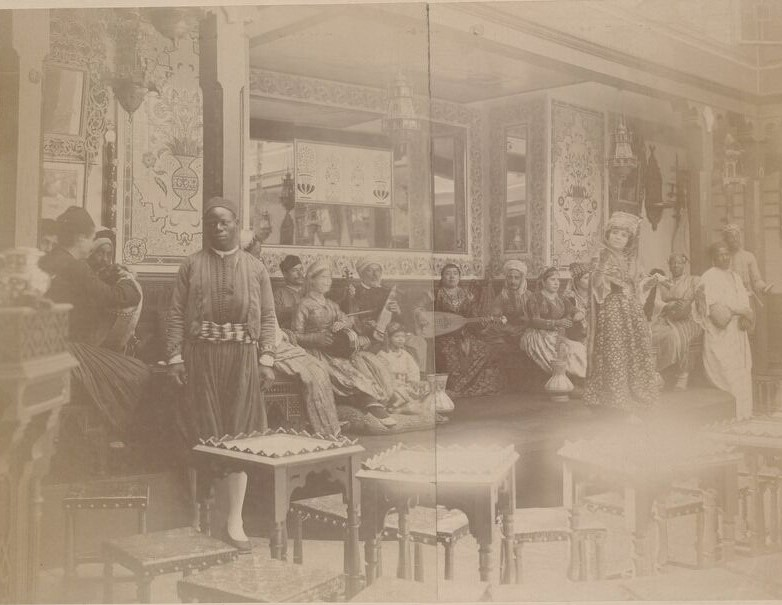
Group musical algérois de la sanaa à la fin du XIXe siècle.

À partir des années 1920, un vaste mouvement associatif musical indigène, juif et musulman, émerge à Alger. Ce mouvement, sur le modèle de la première société, El Moutribia (1912), va se consacrer à la diffusion du genre appelé communément « la musique andalouse ». Puis d'autres sociétés musicales sont fondées : l’Ifrikia Club (1924), El-Andalousia (1929), El-Djazaïria (1930), El-Mossilia (1928/1932) et El-Ghernata (1933). À la tête de ces sociétés, il y avait une forte présence de notables musulmans issus d’un réseau serré de « grandes et très anciennes familles » notamment les familles Chekiken et Ben Lekhal.
L’introduction ds instruments nouveaux tels que la mandoline et le piano amène une recherche d’équilibre des instruments qui s’accompagne par l'accroissement de la taille des orchestres. Celui-ci, qui dépassait rarement un effectif de cinq musiciens au xixe siècle, comprendra, dans l’entre-deux-guerres, des effectifs de l’ordre de plusieurs dizaines. L’accroissement du volume sonore est un facteur facilitant l’accès des sociétés à certains lieux, en particulier les espaces en plein air.
Le répertoire de ces associations de musique n'était pas clos dans l’entre-deux-guerres, les musiciens composaient des pièces, qui seront, à partir des années 1950, rangées dans le genre chaabi. Les similarités identifiables aujourd’hui entre le chaabi et le genre arabo-andalou – modales, rythmiques, littéraires–, résonnent avec la présence de nombreux musiciens issus des sociétés de musique dans ces divers champs.

## Structure

### Modes
Il existe seize modes (الطبع: ṭabʿ, الطبوع : ṭūbūb' au pluriel) répartis en sept modes fondamentaux (définis sur la base de sept Istiḥbār) et neuf dérivés.
| Istiḥbār de référence | Modes fondamentaux        | Modes dérivés                                             |
| --------------------- | ------------------------- | --------------------------------------------------------- |
| Istiḥbār Mawwāl       | Mawwāl (الموال)           | Dīl (الذيل) Raṣd ə-Dīl (رصد الذيل) Māya (الماية)          |
| Istiḥbār Zīdān        | Zīdān (الزيدان)           | Raml (الرمل) Mǧənba (المجنبة)                             |
| Istiḥbār Raml əl-Māya | Raml əl-Māya (رمل الماية) | Raṣd (الرصد)                                              |
| Istiḥbār 'Iraq        | 'Iraq (العراق)            | Ḥsīn (الحسين) Ġrīb (الغريب) Ġrībat əl-Ḥsīn (غريبة الحسين) |
| Istiḥbār Ǧārkā        | Ǧārkā (الجاركاه)          |                                                           |
| Istiḥbār Ṣīkā         | Ṣīkā (السيكاه)            |                                                           |
| Istiḥbār Məzmūm       | Məzmūm (المزموم)          |                                                           |

D'autres modes auraient été perdus;
- Asbaʿayn (الاصبعين)
- Ḥsīn Aṣīl (الحسين الاصيل)
- Ḥsīn Ṣabā (الحسين صبا)
- Ḥsīn ʿUšəyrān (الحسين عشيران)
- Iṣbahān Kabīr (الاصبهان الكبير)
- Iṣbahān Ṣaġir (الاصبهان الصغير)
- Rahāwi (الرهاوي)
- Raml əl-ʿAšiyya (رمل العشية)
- Māya Fāriġ (الماية الفارغ)
- ʿUššāq (العشّاق)

Notons que chaque mode était joué à un moment particulier de la journée:
- L'après-midi: Raṣd (الرصد), Məzmūm (المزموم) et Ṣīkā (السيكاه).
- Entre 18h et 20h: Raml (الرمل).
- Entre 20h et 22h: Raml əl-Māya (رمل الماية).
- Entre 22h et minuit: Ḥsīn (الحسين).
- Entre 23h et 01h: Dīl (الذيل) et Mǧənba (المجنبة).
- Entre minuit et 02h30: Ġrīb (الغريب) et Zīdān (الزيدان).
- Entre 02h30 et 03h30: Raṣd ə-Dīl (رصد الذيل).
- Entre 03h30 et 05h: Māya (الماية).

### Système rythmique:Mizân
La notion de rythme dans la nûba algéroise, combine le rythme de la percussion, celui de la mélodie et celui de la prosodie, ce qui la distingue du muwashshah andalou dont le rythme est imposé exclusivement par la musique.
Le rythme de la percussion est relativement simple :
- Mizân al-Bašraf (DTT) : une mesure à 
 ou 
 pour les trois premières phases de la nûba (Mṣeddar, Bṭāyḥī et Derǧ) et leurs kûrsi.
- Mizân al-Inṣirāf (DTD TTT) : une mesure à 
 pour accompagner la quatrième phase (Inṣirāf), tūšiyyet al-inṣirāfāt et les qadriyyət ə-ṣan'a.
- Mizân al-H̱alās (D–D–TT) : une mesure à 
 qui dérive du mizân al-Inṣirāf par la substitution des deuxième et quatrième Tak par des silences et par une accélération du tempo. Il sert à accompagner la cinquième phase (H̱alās).
- Mîzān a-Sufyān : une mesure à 
, aussi appelé mîzān əl-Inqilābāt à Alger[21].

## Formes

### La Nuba
Une Nuba est une suite ordonnée de pièces vocales et instrumentales qui s’articule autour de cinq mouvements dont le rythme progresse du très lent au très léger et qui sont réparties en deux phases théoriques, la première comportant les trois premiers mouvements (Mṣeddar, Bṭāyḥī et Derǧ) et la seconde, les deux derniers (Inṣirāf et H̱alās). Enfin, le nom de chaque mouvement est tiré du rythme cyclique qui le soutient.
| Pièce                       | Description | Rythme                                                      |
| --------------------------- | --- | ----------------------------------------------------------- |
| Première phase              | |                                                             |
| Dāyrā                       | Pièce vocale (prélude) non mesurée consistant en la vocalisation de syllabes vides (tlāliyāt) composées des consonnes L et N, ainsi, les musiciens chanteront en chœur « Len yā lālān ! » en passant en revue, toutes les notes caractéristiques du mode considéré. Sur les seize modes connus, deux uniquement, conservent leur Dāyrā ; le Dil et le Gherib.                                                                     |                                                             |
| Məstəẖbar ə-Ṣan'a           | Egalement connue par Tūšiyyet e-taqʿīda ou Mšālyā, est une pièce instrumentale (prélude) non mesurée servant à l’exposition du mode (principal et des modes voisins utilisés dans son développement) –exposition des notes caractéristiques- et à introduire l’auditoire dans son atmosphère, elle sert également à l’accord des instruments et joue le rôle d’une pré-introduction rythmique (à la Tūšiyya).                     |                                                             |
| Tūšiyya                     | Ouverture instrumentale mesurée et composée de plusieurs phrases (chacune se répétant une fois) dans lesquelles se succèdent une série de signatures rythmiques rappelant les cinq mouvements qui constituent la Nuba (du mode considéré), il s’agit donc d’une ouverture à programme. Dans la pratique, d'autres pièces peuvent se substituer à la tūšiyya, à l'instar de l'inqilāb, notamment dans les enregistrements actuels. | - Mesure à 2 temps - Mesure à 4 temps                       |
| Krîsi al-Mṣeddar            | Assise mélodico-rythmique du premier mouvement. kūrsi (ou Krîsi) signifie littéralement "chaise". |                                                             |
| Mṣeddar Premier mouvement   | Pièce vocale et instrumentale (une ou plusieurs), lente et solennelle, elle est considérée comme la pièce maîtresse de la Nuba. | - Mesure à 4/4 (Mîzān Mṣeddar) (adagio)                     |
| Krîsi al-Bṭāyḥī             | Assise mélodico-rythmique du second mouvement. |                                                             |
| Bṭāyḥī Second mouvement     | Seconde pièce vocale et instrumentale (une ou plusieurs). | - Mesure à 4/4 (Mîzān Bṭāyḥī) (Andante)                     |
| Istiḥbār                    | Prélude vocal non mesuré où le musicien fait étalage de son inspiration et de sa virtuosité. Il existe des Istiḥbārāt dans les modes fondamentaux : Mawwāl, Zîdān, Ğārka; Raml al-Māya, ‘Irāq, Sîka et Mazmûm. |                                                             |
| Krîsi ad-Derǧ               | Assise mélodico-rythmique du troisième mouvement. |                                                             |
| Derǧ Troisième mouvement    | Troisième pièce vocale et instrumentale (une ou plusieurs). | - Mesure à 4/4 (Mîzān Derǧ) (entre Andantino et Allegretto) |
| Seconde phase               | |                                                             |
| Tūšiyyet al-inṣirāfāt       | Long interlude instrumental servant à introduire le quatrième mouvement (Inṣirāf) et permet aux musiciens de reposer leur voix. NB Il n’en reste que deux pièces, celle du mode Gherîb et celle du mode Hsîn. NB2 En son absence, un Krîsi al-inṣirāf le remplace. |                                                             |
| Inṣirāf Quatrième mouvement | Quatrième pièce vocale et instrumentale (une ou plusieurs). | - Mesure à 6/8 (DûmTekDûm TekTekTek) (Mîzān Inṣirāf)        |
| Dlīdla                      | Pièce vocale issue du répertoire populaire consistant en un court poème de deux vers en arabe dialectal. Elle s'intercale entre deux Inṣirāf. | Mesure à 6/8 (Mîzān Inṣirāf)                                |
| H̱alās Cinquième mouvement   | Cinquième pièce vocale et instrumentale (une ou plusieurs). NB contrairement au quatre autres mouvements, le H̱alās suit directement l'Inṣirāf sans kūrsi. | - Mesure à 6/8 (Dûm_Dûm _TekTek) (Mîzān H̱alās)              |
| Qadriyya                    | Pièce vocale issue du répertoire populaire féminin d'Alger consistant en un court poème de deux vers en arabe dialectal (voir plus bas). Outre al-Qadriyya al-Mqenṭra, les Qadriyyat existent dans les modes Iraq, Raml əl-Māya, Zīdān, Ṣīkā, Mawwāl et Mǧənba. | Mesure à 6/8 (Mîzān Inṣirāf)                                |

### Nuba Mezdj

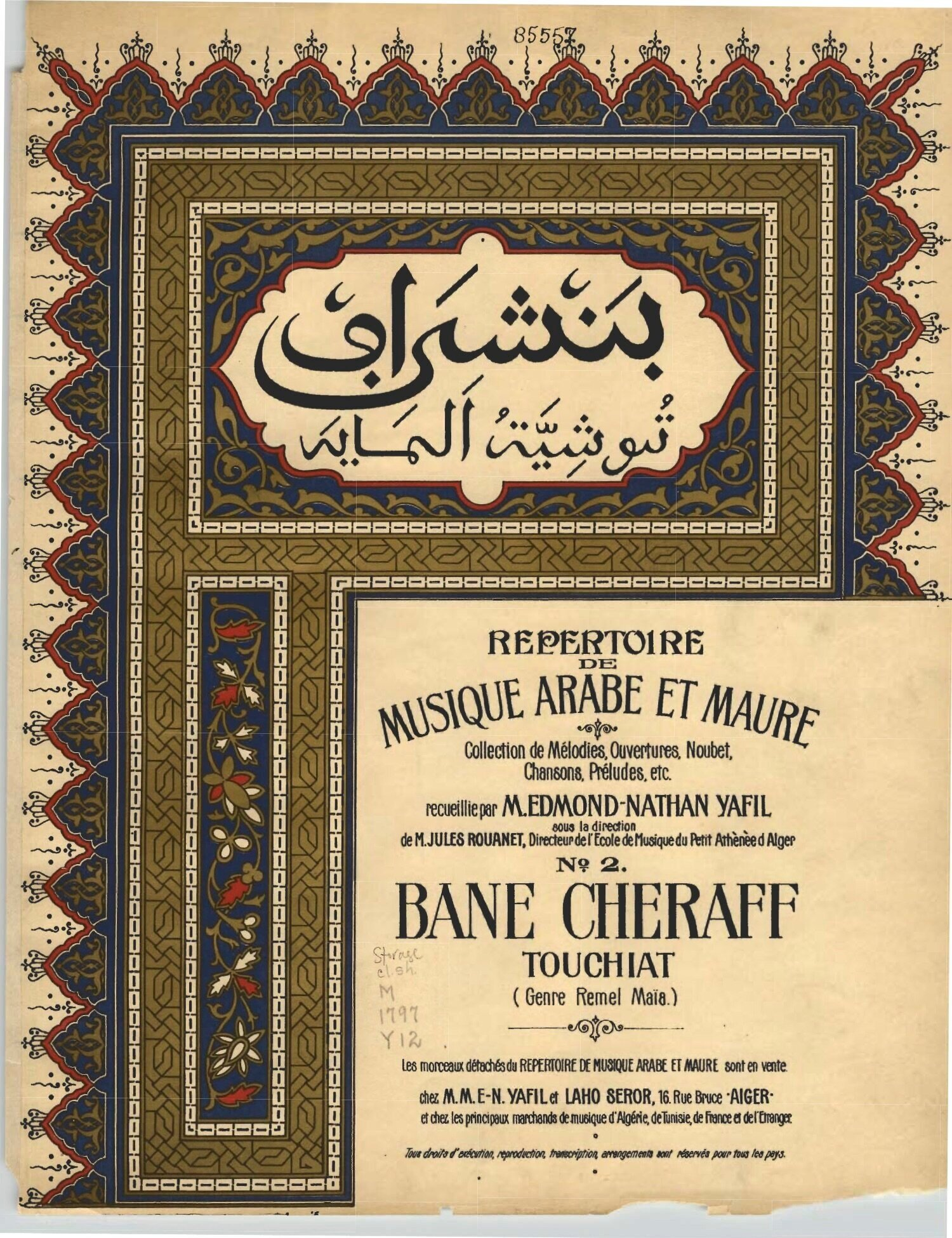
Partition éditée par Yafil avec Seror, Bacharf touchiat el Maya

Il s'agit d'un jumelage (مزج, Mazǧ) savant entre deux modes et repose sur des critères particuliers.
On en connaît cinq Nuba Mezdj :
(NB l'ordre indiqué des modes est inchangé (premier mode & deuxième mode):
- Dīl & Mǧənba
- Raml əl-Māya & Raml
- Ġrīb & Zīdān
- Raṣd & Məzmūm
- Māya & Raṣd ə-Dīl

La Nuba Mezdj suit des règles strictes et se caractérise par:
- Ouverture instrumentale (Tūšiyya) : premier mode.
- Mṣeddar : le premier Mṣeddar doit être dans le premier mode.
- Bṭāyḥī : deuxième mode.
- Derǧ : le dernier Derǧ doit être dans le même mode que le premier Inṣirāf.
- Inṣirāf :
  - le premier Inṣirāf doit être dans le même mode que le dernier Derǧ.
  - le dernier Inṣirāf doit être dans le deuxième mode.
- H̱alās :
  - le premier H̱alās doit être dans le deuxième mode.
  - le dernier H̱alās doit être dans le premier mode (comme l'ouverture instrumentale).

### Nubat əl-Inqilābāt
Il s'agit d'une suite de pièces vocales (Mouachah et Zedjel) nommées Inqilābāt (الانقلابات (ara), Inqilāb (انقلاب) au singulier, litt. inversion) et instrumentales (ouvertures (Tšambar) & assises mélodico-rythmiques (Krîsi əl-Inqilāb)) où se succèdent les sept modes fondamentaux contrairement à la Nuba classique qui s'articule principalement, autour d'un seul mode et différentes structures rythmiques (2/4, 4/4, 6/4, 7/4, 8/8)).
La structure d’une Nuba Inqilābāt est:
- Tšambar : ouverture instrumentale typique des Nubat əl-Inqilābāt, il en existe cinq pièces:
  - Tšambar Ṣīkā (تشمبار السيكاه)
  - Tšambar 'Iraq (تشمبار العراق)
  - Tšambar Raml əl-Māya ou Nubat e-Sultān (تشمبار رمل الماية او نوبة السلطان)
  - Tšambar Zīdān (تشمبار الزيدان)
  - Tšambar ʿAǧamī (تشمبار عَجَمي)
- Istiḥbār : Prélude vocal non mesuré consistant en un court poème de deux à trois vers en arabe classique, chaque Istiḥbār annonce le mode dans lequel seront jouées les Inqilābāt à venir:
  - Istiḥbār Mawwāl : annonce les Inqilābāt du mode Mawwāl.
  - Istiḥbār Ǧārkā : annonce les Inqilābāt du mode Ǧārkā.
  - Istiḥbār Raml əl-Māya : annonce les Inqilābāt du mode Mawwāl.
  - Istiḥbār Zīdān : annonce les Inqilābāt du mode Zīdān.
  - Istiḥbār 'Iraq : annonce les Inqilābāt du mode 'Iraq.
  - Istiḥbār Ṣīkā : annonce les Inqilābāt du mode Ṣīkā.
  - Istiḥbār Məzmūm : annonce les Inqilābāt du mode Məzmūm.
- Krîsi əl-Inqilāb : assises mélodico-rythmiques (Mīzān) ou courte introduction musicale précédant une pièce Inqilāb.
- Inqilābāt : pièces vocales (Mouachah et Zedjel) de différentes structures rythmiques (2/4, 4/4, 6/4, 7/4, 8/8):
  - Inqilābāt Mawwāl.
  - Inqilābāt Ǧārkā.
  - Inqilābāt Raml əl-Māya.
  - Inqilābāt Zīdān.
  - Inqilābāt 'Iraq.
  - Inqilābāt Ṣīkā.
  - Inqilābāt Məzmūm.
- Inṣirāfāt Məzmūm
- H̱alāsāt Məzmūm

### Slisla
Slisla (سليسلة), litt. petite chaîne (diminutif de سلسلة Silsila : chaîne), désigne une Nubat əl-Inqilābāt dont les pièces Inqilābāt évoluent dans la même structure rythmique (Mīzān), e.g. Slisla Mīzān Ṣofyān & Slisla Mīzān Bašraf.

### Qadriyya

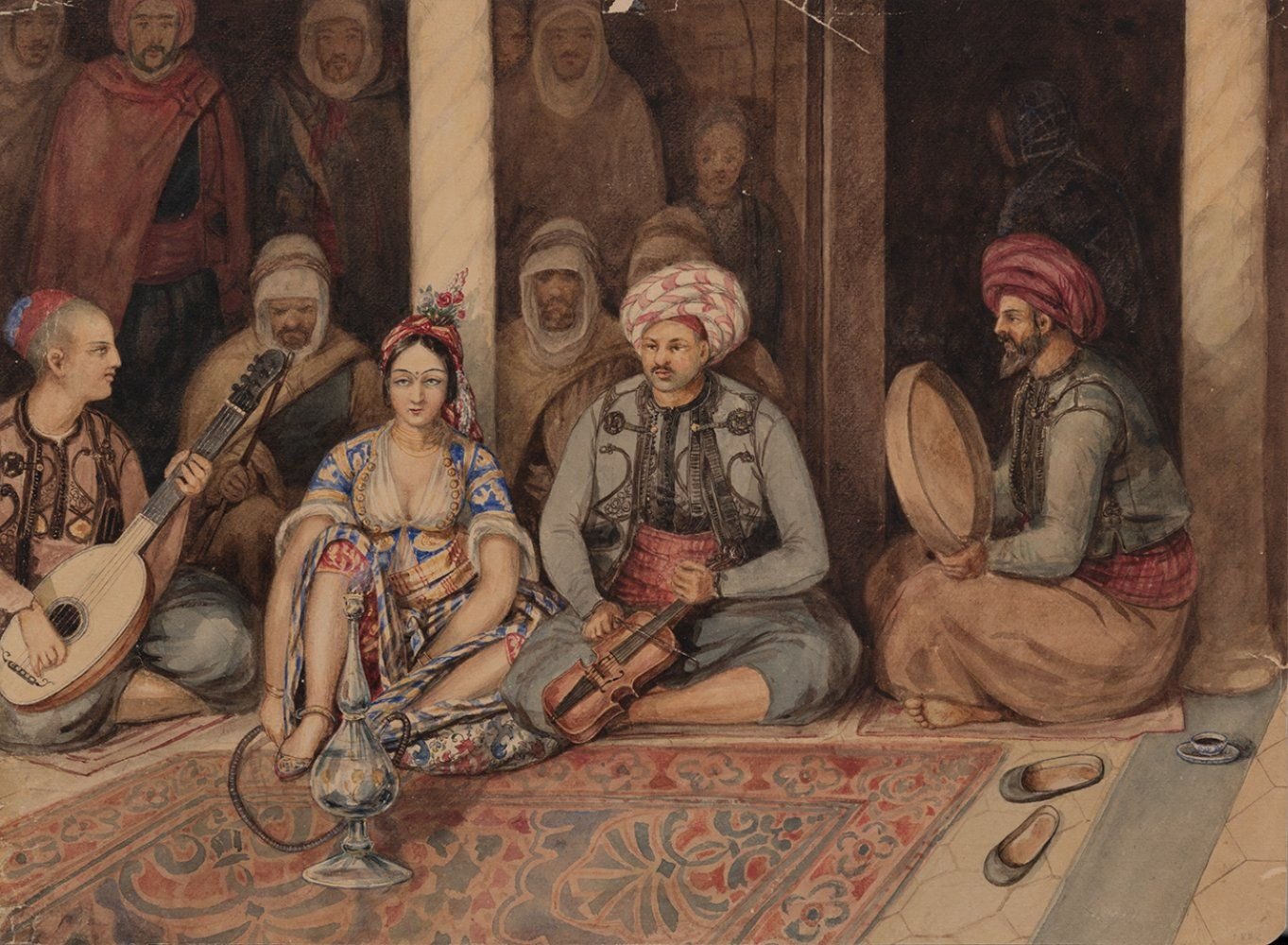
Musiciens à Alger en 1834.

Une qadriya ((ara) القادرية) correspond à des quatrains de poésie légère ayant pour thème général, l'amour. Ils sont très goûtées par les femmes, ce qui leur a valu le qualificatif de ghena nessouani ((ara) الغناء النسواني) (chants des dames) et sont par conséquent, la spécialité des chanteuses professionnelles (messemaat).
On en distingue deux genres :
- Qadriyyət ə-ṣan'a ((ara) قادرية الصنعة) dont les mélodies se rapprochent des mélodies sérieuses et classiques. Elle s'exécute après une nuba classique par des hommes en guise de diversion ou si l'auditoire est composé de femmes.

On l'introduit par un petit prélude pour prendre le mouvement (mîzān), le chanteur exécute le premier distique en répétant le second vers, le motif mélodique est repris par les instruments, puis le chanteur exécute le second distique en répétant le second vers comme au début. Les instruments terminent par une reprise de la mélodie.
- Qadriyyət ə-zendānī ((ara) قادرية الزنداني) dont les mélodies sont moins distinguées (par rapport au premier genre).

Quand plusieurs qadriyya-s de différents modes se succèdent, l'enchaînement se fait comme pour les inqilabat.

## Artistes représentatifs
- Abdelkrim Dali [1914-1978]
- Abdelkrim Mehamsadji [1904-1999]
- Abderrahmane BELHOCINE [1909-1983]
- Cheikh Mnemèche [1809-1891]
- Abderrahmane REGHAÏ dit "Cheikh SAÏDI" [XIXe-1931]
- Abderrahmane SAÏDI
- AbderRezaq FAKHARDJI [1911-1984]
- Ahmad ben El Hadj Brahim (musicien d'Hussein Dey)[27]
- Ahmed Sebti
- Alfred LEBRATI dit "Mâalem Sassi" [1885-1971]
- Beihdja Rahal [1962-]
- Boudjemaa FERGUENE [1916-2002]
- Cheikh Brihmat
- Dahmane Ben Achour [1912-1976]
- Edmond Nathan Yafil [1874-1928]
- El Hadj Bakir MESSEKDJI [1923-2000]
- El Hadj Hamidou Djaïdir [1923-2004]
- El Hadj Mamed BENCHAOUCH [1930-2016]
- Fadhéla Dziria
- Farid KHODJA [1964-]
- Fayçal BENKRIZI
- Hadj Omar Bensemane [1906-1972]
- Hadj Moulay Benkrizi [1931-2017]
- Lamia MAADINI [1967-]
- Mâalem Ben Farachou [1833-1904]
- Mâalma Yamna Bent El Hadj El Mahdi [1859-1933]
- Mahieddine Bachtarzi [1897-1986]
- Mahieddine LAKEHAL [1885-1945]
- Mahmoud MESSEKDJI [1928-2005]
- Mahmoud Ould Sidi Saïd [XIXe-1932]
- Makhlouf BOUCHARA
- Meriem Fekkaï
- Mohammed BAHAR [1920-2000]
- Mohamed Ben Ali SFINDJA [1844-1908]
- Mohamed Ben Teffahi [1870-1944]
- Mohammed FAKHARDJI [1896-1956]
- Mohamed KHAZNADJI [1929-]
- Mustapha BOUTRICHE
- Mustapha KECHKOUL [1913-1991]
- Nacereddine BEN MERABET
- Nadia OULD MOUSSA
- Nassima Châabane
- Nourredine SAOUDI
- Rachid GUERBAS
- Sadek BOUYAHIA dit "Cheikh Sadek El Béjaoui" [1907-1995]
- Saül DURAND dit "Mâalem Mouzinou" [1865-1928]
- Sid-Ahmed SERRI [1926-2015]
- Sid-Ali LAKEHAL
- Sultana DAOUD dite "Reinette l'Oranaise" [1915-1998]
- Zakia KARA-TERKI
- Zerrouk MOKDAD
- Zoubir KAKACHI
- Esma Alla

## Festivals
- Festival culturel national de la musique Andalouse SANAA[28]
- Festival International De Musique Andalouse Et Des Musiques Anciennes[29]
- Rencontre de musique andalouse «Senâa»[30]